# Traralgon
Traralgon é uma cidade localizada no Valle Latrobe, na região rural de Gippsland, Vitória, Austrália. A cidade foi o centro administrativo da cidade de Latrobe, embora essa função é agora exercida pela cidade conhecida como Morwell. A população segundo o censo de 2006 era de 21.960 pessoas na área urbana.
A origem do nome é incerta. A crença popular é que Traralgon é derivada da língua Gunai, sendo que Tarra, significa rio e Algon, peixinho.
Entretanto, estas palavras não se reflete na moderna linguística da língua Gunai, onde hoje para a palavra rio eles usam o termo wun wun ou wurn wurn.